# Jason Lezak
Jason Edward Lezak (ur. 12 listopada 1975 w Irvine), amerykański pływak, czterokrotny mistrz olimpijski, czterokrotny mistrz świata, pięciokrotny mistrz świata na krótkim basenie.
Specjalizuje się w stylu dowolnym. Swój pierwszy, złoty, medal podczas igrzysk olimpijskich zdobył w 2000 roku w Sydney w sztafecie 4 × 100 m stylem zmiennym. Na kolejnych igrzyskach, w Atenach, również wygrał złoty medal w tej samej konkurencji oraz zajął trzecie miejsce w sztafecie 4 × 100 m stylem dowolnym. W 2008 roku w Pekinie Lezak był w sztafecie która zdobyła dwa złote medale, na 4 × 100 m stylem zmiennym oraz 4 × 100 m stylem dowolnym. Ponadto w stolicy Chin Amerykanin wywalczył indywidualnie brązowy medal na dystansie 100 m stylem dowolnym. W 2012 roku w Londynie Lezak wygrał srebrny medal w sztafecie 4 × 100 m stylem dowolnym.
W swoim dorobku Lezak ma pięć złotych medali mistrzostw świata, wszystkie w sztafecie. Również pięć złotych medali Amerykanin zdobył na mistrzostwach świata na krótkim basenie, w tym jeden w wyścigu indywidualnym na 100 m stylem dowolnym.

## Rekordy świata
| Data             | Miejsce | Konkurencja               | Rezultat    | Status          |
| ---------------- | ------- | ------------------------- | ----------- | --------------- |
| 11 sierpnia 2008 | Pekin   | 4 × 100 m stylem dowolnym | 3:08,24 min | aktualny        |
| 17 sierpnia 2008 | Pekin   | 4 × 100 m stylem zmiennym | 3:29,34 min | do 2 lipca 2009 |